# Maria Faustina Kowalska
Maria Faustina Kowalska (Gockowice, Polen, 25 augustus 1905 – Krakau, 5 oktober 1938) was een Poolse zuster, zieneres en mystica en wordt vereerd als heilige in de Katholieke Kerk.

## Biografie
Helena Kowalska werd geboren als het derde kind van een arm Pools gezin met tien kinderen. Op vijftienjarige leeftijd, na slechts drie jaar school, begon ze te werken om het gezin te onderhouden. Op twintigjarige leeftijd volgde ze haar roeping om als non in de Katholieke kerk te dienen. Ze vertrok naar Warschau en bezocht diverse kloosters, maar werd telkens afgewezen. Uiteindelijk werd ze op 30 april 1926 aangenomen bij het klooster van de Congregatie van de Zusters van Onze Lieve Vrouw van Barmhartigheid met de naam Zuster Maria Faustina van het Heilige Sacrament.

### De verschijningen
Zuster Faustina heeft gemeld een verschijning van Christus gezien te hebben in het vagevuur, en verschillende malen Jezus en Maria gezien en gesproken te hebben. Ze schreef dat Jezus aan haar de missie geopenbaard heeft om de devotie van de Goddelijke Barmhartigheid te verspreiden. In Płock verscheen volgens haar Jezus op 22 februari 1931 als de ‘Koning van Goddelijke Genade’, gekleed in een wit gewaad. Zijn rechterhand was in een teken van zegen opgeheven en de andere wees op de borst. Vanonder het kledingstuk gingen twee stralen uit, de een rood en de ander wit, waarbij het rood bloed en het wit water zou voorstellen. Conform de opdracht welke ze zei te hebben ontvangen, liet zuster Faustina een schilderij van dit visioen maken. Met de hulp van pater Michał Sopoćko, liet ze de afbeelding vermenigvuldigen en verspreiden in Krakau en Vilnius.
De boodschap die ze bij deze verschijning als opdracht kreeg luidt als volgt:

"Schilder een afbeelding die overeenkomt met het voorbeeld dat je ziet, met het onderschrift: 'Jezus, ik vertrouw op U'. Ik wil dat deze afbeelding vereerd wordt, eerst in jouw kapel en daarna over de hele wereld. Ik beloof je dat de ziel die deze afbeelding zal vereren, niet verloren zal gaan."

Ze hield ondanks haar gebrekkige taalkennis een dagboek bij. Dit dagboek is later gepubliceerd onder de titel ‘Goddelijke Genade in mijn Ziel: Het dagboek van Sint Faustina’. Ze verzocht om de oprichting van een ‘Congregatie die Goddelijke Genade zou gaan verkondigen aan de wereld en deze zou behouden door gebed’. Ze werd echter hierin herhaaldelijk afgewezen door haar superieuren.
In de boodschap waarin Jezus aan zuster Faustina verzocht om ervoor te ijveren dat de zondag na Pasen het feest van de Goddelijke Barmhartigheid zou worden gevierd was als volgt:

"Op die dag staan de diepste diepten van Mijn tedere barmhartigheid open. Ik stort een hele oceaan van genaden uit over die zielen die tot de fontein van Mijn barmhartigheid naderen. De ziel die te biechten zal gaan en de heilige communie zal ontvangen, zal volledige vergeving van zonden en straf ontvangen. Op die dag staan alle sluizen van de hemel, waardoor de genade vloeit, open."

In 1935 had ze een visioen dat beschreef wat nu het ‘Rozenhoedje van de Goddelijke Genade’ wordt genoemd. In 1936 Werd Marie Faustine ernstig ziek; naar destijds aangenomen werd, leed ze waarschijnlijk aan tuberculose. Ze werd verplaatst naar het sanatorium in Prądnik. Ze bleef veel tijd doorbrengen in gebed en het bidden van haar Rozenhoedje voor de bekering van de zondaren. Daarnaast zou ze geleden hebben aan onzichtbare stigmata welke haar onbeschrijfelijke geestelijke pijnen bezorgden. De laatste twee jaren van haar leven bracht ze door in gebed en met het bijhouden van haar dagboek. In juni 1938 kon ze hier niet meer in schrijven. Ze stierf op 5 oktober 1938. Toen haar priores de kamer van Faustina aan het leegruimen was, kwam ze in een lade de afbeelding van de Goddelijke Barmhartigheid tegen.
Na het overlijden van zuster Faustina werden de door haar geschreven teksten naar het Vaticaan gestuurd: tot in 1966 moesten alle verslagen van visioenen van verschijningen van Jezus en Maria eerst goedgekeurd worden door de Heilige Stoel alvorens ze werden vrijgegeven voor publicatie. Na een mislukte poging om paus Pius XII te overtuigen om zijn - afwijzende - beoordeling te ondertekenen, nam kardinaal Alfredo Ottaviani, secretaris van de Heilig Officie haar werk op in een lijst die hij in 1959 voorlegde aan de nieuwe paus Johannes XXIII. De paus ondertekende het decreet waardoor haar werken op de Index der verboden boeken werden geplaatst; ze bleven meer dan twee jaar op deze lijst staan. Pater Sopoćko werd streng berispt, en al zijn werk werd onderdrukt. Maar Eugeniusz Baziak, de aartsbisschop van Krakau, stond het de nonnen toe om de originele afbeelding in hun kapel neer te hangen zodat degenen die dat wensten er bij konden blijven bidden. De huidige verklaring van het Vaticaan is dat de aanvankelijke negatieve beoordeling door het Vaticaan een misverstand betreft dat veroorzaakt werd door verkeerde Italiaanse vertaling van Kowalska’s dagboeken en dat het twijfelachtige materiaal niet kon worden vergeleken met de originele Poolse versie als gevolg van problemen door de Tweede Wereldoorlog en het daaropvolgende communistische tijdperk. Echter, een artikel in de National Catholic Reporter suggereert dat het verbod voortvloeide uit meer ernstige theologische kwesties. Bijvoorbeeld haar verklaring dat Jezus beloofd had om volledige vergeving van de zonde door bepaalde devotionele handelingen die alleen door de sacramenten geboden kunnen worden, wat door de Vaticaanse onderzoekers gevoeld werd als een overdreven focus op Faustina welke in strijd is met de zienswijze vanuit de Heilige Officie.

### Zalig- en heiligverklaring
Toen Karol Józef Wojtyla (de latere paus Johannes Paulus II) aartsbisschop van Krakau werd, werd er een nieuw onderzoek gestart naar het leven en de dagboeken van zuster Faustina, en ook werd de devotie tot de Goddelijk Barmhartigheid weer toegestaan. Kardinaal Franciszek Macharski, de opvolger van Johannes Paulus II als aartsbisschop van Krakau, zei dat Faustina ons herinnert aan de werkelijkheid van het evangelie die we vergeten waren. Maria Faustina werd zalig verklaard op 18 april 1993 en heilig verklaard op 30 april 2000. Barmhartigheidszondag wordt gevierd op de tweede zondag van Pasen (= de eerste zondag na Pasen).

Voorwaar de boodschap welke zuster Faustina bracht is het juiste en indringende antwoord dat God wil bieden op vragen en verwachtingen van de mensen in deze tijd welke gekenmerkt wordt door vreselijke tragedies.

In mei 2020 heeft paus Franciscus de gedachtenis Faustina van 5 oktober op de liturgische kalender van de universele kerk laten zetten.